# Ákos Mihály
Ákos Mihály (ungarisch Mihály Ákos; * 25. September 1999 in Miercurea Ciuc, Rumänien) ist ein ungarischer Eishockeyspieler, der seit 2015 bei Alba Volán Székesfehérvár unter Vertrag steht und mit dem Klub in der ICE Hockey League spielt.

## Karriere
Ákos Mihály, der als Angehöriger der ungarischsprachigen Minderheit der Szekler in Rumänien geboren wurde, begann seine Karriere als Eishockeyspieler beim HSC Csíkszereda. Als 15-Jähriger wechselte er für ein Jahr in die Vereinigten Staaten, wo er für das Team Cathedral Prep in der Pennsylvania Ice Hockey League spielte. 2015 kehrte er nach Europa zurück, wo er seither bei Alba Volán Székesfehérvár unter Vertrag steht und mit dem Klub seit 2019 in der Erste Bank Eishockey Liga bzw. ICE Hockey League spielt. Mit den Nachwuchsteams des Klubs aus Mitteltransdanubien gewann er 2016 und 2017 die Erste Bank Juniors League sowie 2018 und 2019 die Erste Bank Young Stars League. 2019 wurde er als Ungarischer Rookie des Jahres ausgezeichnet.

### International
Mihály nahm zunächst an der U18-Weltmeisterschaft 2017 in der Division I teil. Mit der ungarischen U20-Juniorenauswahl nahm er an der Division I der U20-Weltmeisterschaften 2018 und 2019 teil.
Im Seniorenbereich stand er im Aufgebot seines Landes bei den Weltmeisterschaften der Division I 2024, als der Aufstieg in die Top-Division gelang. Zudem nahm er für an den Qualifikationsturnieren für die Olympischen Winterspiele in Peking 2022 und in Mailand 2026 teil.

## Erfolge und Auszeichnungen
- 2016 Gewinn der Erste Bank Juniors League mit Alba Volán Székesfehérvár
- 2017 Gewinn der Erste Bank Juniors League mit Alba Volán Székesfehérvár
- 2018 Gewinn der Erste Bank Young Stars League mit Alba Volán Székesfehérvár
- 2019 Gewinn der Erste Bank Young Stars League mit Alba Volán Székesfehérvár
- 2019 Ungarischer Rookie des Jahres
- 2024 Aufstieg in die Top-Division bei der Weltmeisterschaft der Division I, Gruppe A